# 东四站
東四站是一个位于中国北京市东城区景山街道、东四街道、东华门街道、朝阳门街道交界东四西大街、朝阳门內大街、东四北大街、东四南大街交叉口，属于北京地铁5号线和6号线的地铁换乘站，车站名取自当地地名“东四”。
6号线东四站初步设计时曾称为“隆福寺站”。

## 位置
车站位于东四路口，即东四西大街－朝阳门内大街（东西向）和东四北大街－东四南大街（南北向）交叉路口处。5号线车站主体位于路口下方偏东，沿东四南、北大街，呈南北向布置；6号线车站主体位于路口西侧，沿东四西大街在道路下方偏南侧，呈东西向布置；两线车站大致呈“丁”字形分布。

## 结构
5号线车站为地下三层车站，底板最深处距地面27米，岛式站台设计，站台宽14米。车站工程总长197米，两端明挖法施工，中间暗挖法施工，明挖段为三层三跨框架结构，设置站厅，宽26.2米；暗挖段为单层三拱结构，宽22.9米。
6号线车站为地下二层车站，岛式站台设计。顶板距地面13.5至14米，底板最深处距地面34米，为北京地铁最深的车站。车站主体为三连拱结构，车站全部为暗挖法施工，车站总长192.8米，总宽23.3米，有效站台长度158米，站台宽14米。
东四站采取通道换乘，6号线站台位于5号线站台西侧，6号线站厅往5号线站厅设有两个换乘通道，长度分别为60米和110米。在2024年7月28日前，5号线换乘6号线的乘客仅可通过南侧换乘通道进行换乘，6号线换乘5号线的乘客仅可通过北侧换乘通道进行换乘，2024年7月28日改为南北两条通道均可双向换乘。5号线车站设有4个出入口，6号线车站设有3个。
| 地面层               | 出入口                    | B-G出入口                        |
| 地下一层 5号线站厅层 | 站厅                      | 客务中心、自动售票机、进出站闸机 |
| 地下二层 6号线站厅层 | 站厅                      | 客务中心、自动售票机、进出站闸机 |
| 地下三层 5号线站台层 |                           | █ 5号线往天通苑北（张自忠路）    |
| 地下三层 5号线站台层 | 岛式站台，左側開门        |                                  |
| 地下三层 5号线站台层 | █ 5号线往宋家庄（灯市口） |                                  |
| 地下四层 6号线站台层 |                           | █ 6号线往金安桥（南锣鼓巷）      |
| 地下四层 6号线站台层 | 岛式站台，左側開门        |                                  |
| 地下四层 6号线站台层 | █ 6号线往潞城（朝阳门）   |                                  |

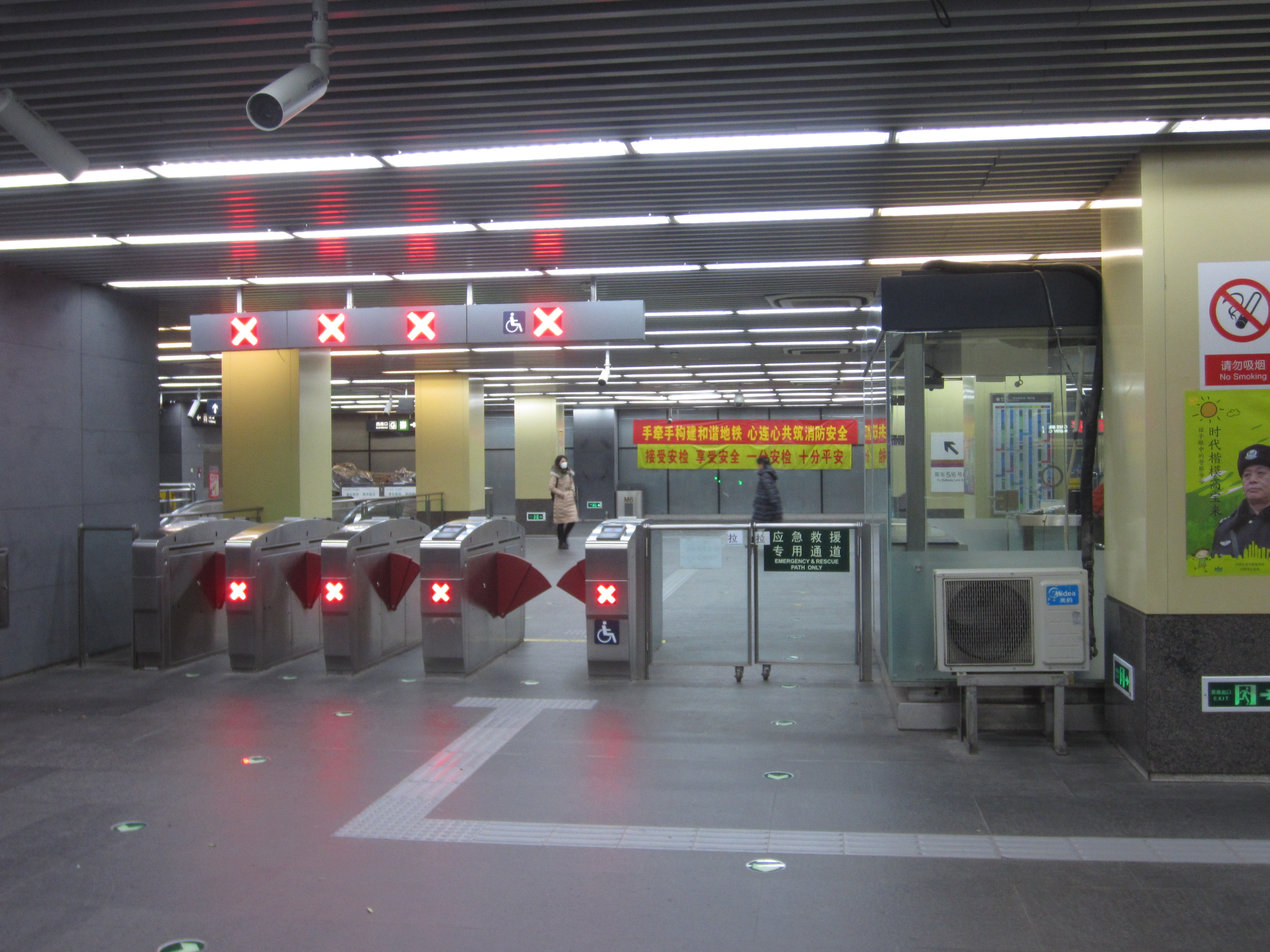
东四站5号线站厅（2016年11月摄）
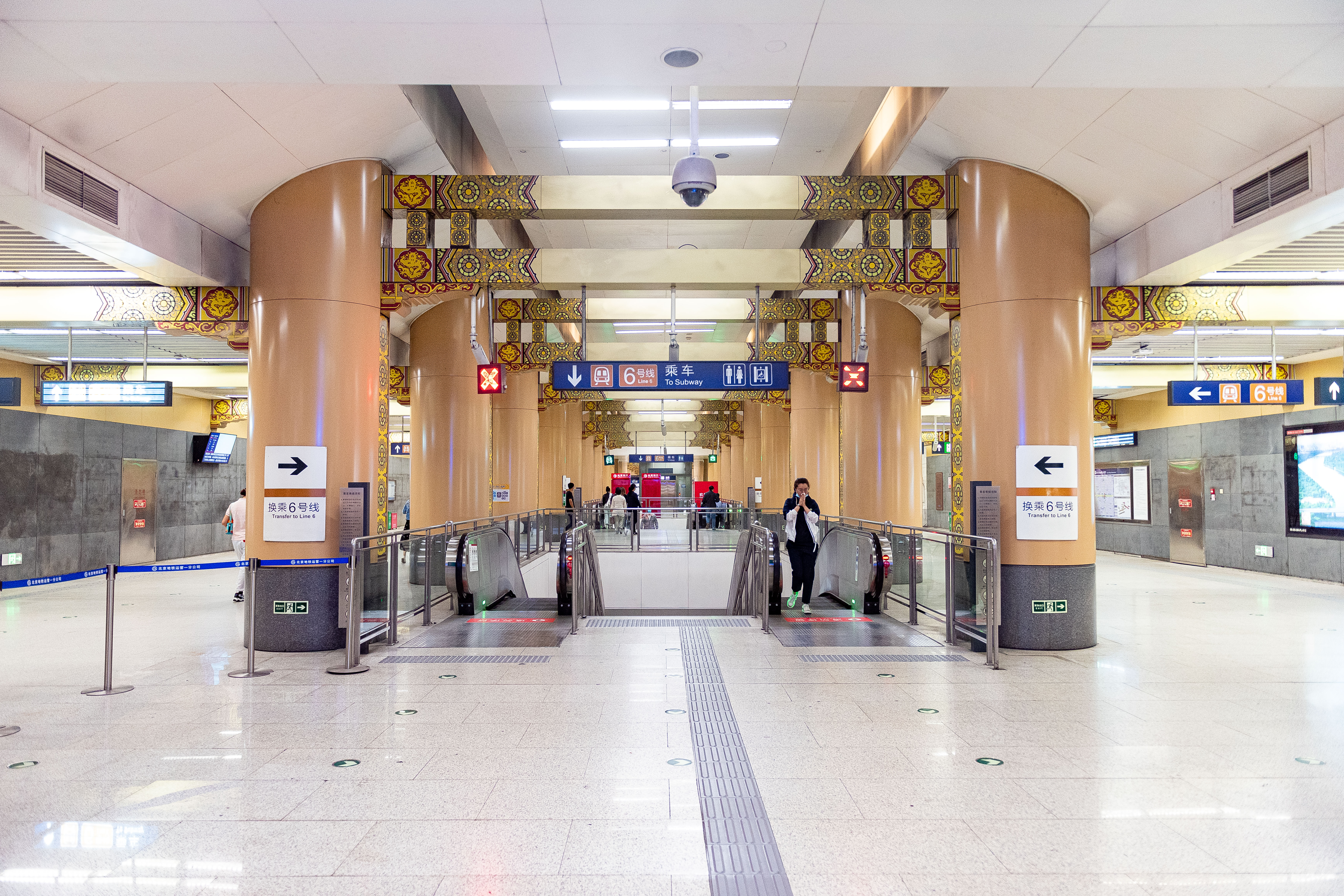
东四站6号线站厅（2021年6月摄）

## 出入口
|                             |                    |                                  |        |            |
|                             |                    |                                  |        |            |
| 编号                        | 指示               | 建议前往的目的地                 | 图片   | 无障碍设施 |
| 连通 5号线站厅              |                    |                                  |        |            |
| （建设中）                  | 东四北大街         |                                  | 不適用 | 不適用     |
| 出口 · B                    | 东四北大街         |                                  |        | 不適用     |
| 出口 · C · 轮椅升降台标志   | 朝阳门内大街       |                                  |        |            |
| 出口 · D                    | 东四南大街         | 北京市第一六六中学、王府井工商所 |        | 不適用     |
| 连通 6号线站厅              |                    |                                  |        |            |
| 出口 · E                    | 东四西大街（北侧） | 美术馆东街                       |        | 不適用     |
| 出口 · F                    | 东四北大街         |                                  |        | 不適用     |
| 出口 · G · 升降机标志       | 东四西大街（南侧） | 王府井大街、东四南大街           |        |            |
| 註： 設有 \| 設有輪椅升降台 |                    |                                  |        |            |

## 装饰
5号线车站采用浅蓝色色调，站台地面使用不同颜色的大理石铺设了一盘超大的中国象棋棋盘，展现了老北京人的市井文化生活。
6号线车站设计为原木颜色的牌楼结构造型，装修着重表现东四地域的文化特色，以古城青砖的元素为主要墙面装饰；站厅墙体的浮雕壁画《东四记忆》描绘了曾经“大市街”下的皇城生活，重现了东四牌楼下老北京人不能磨灭的美好时光。

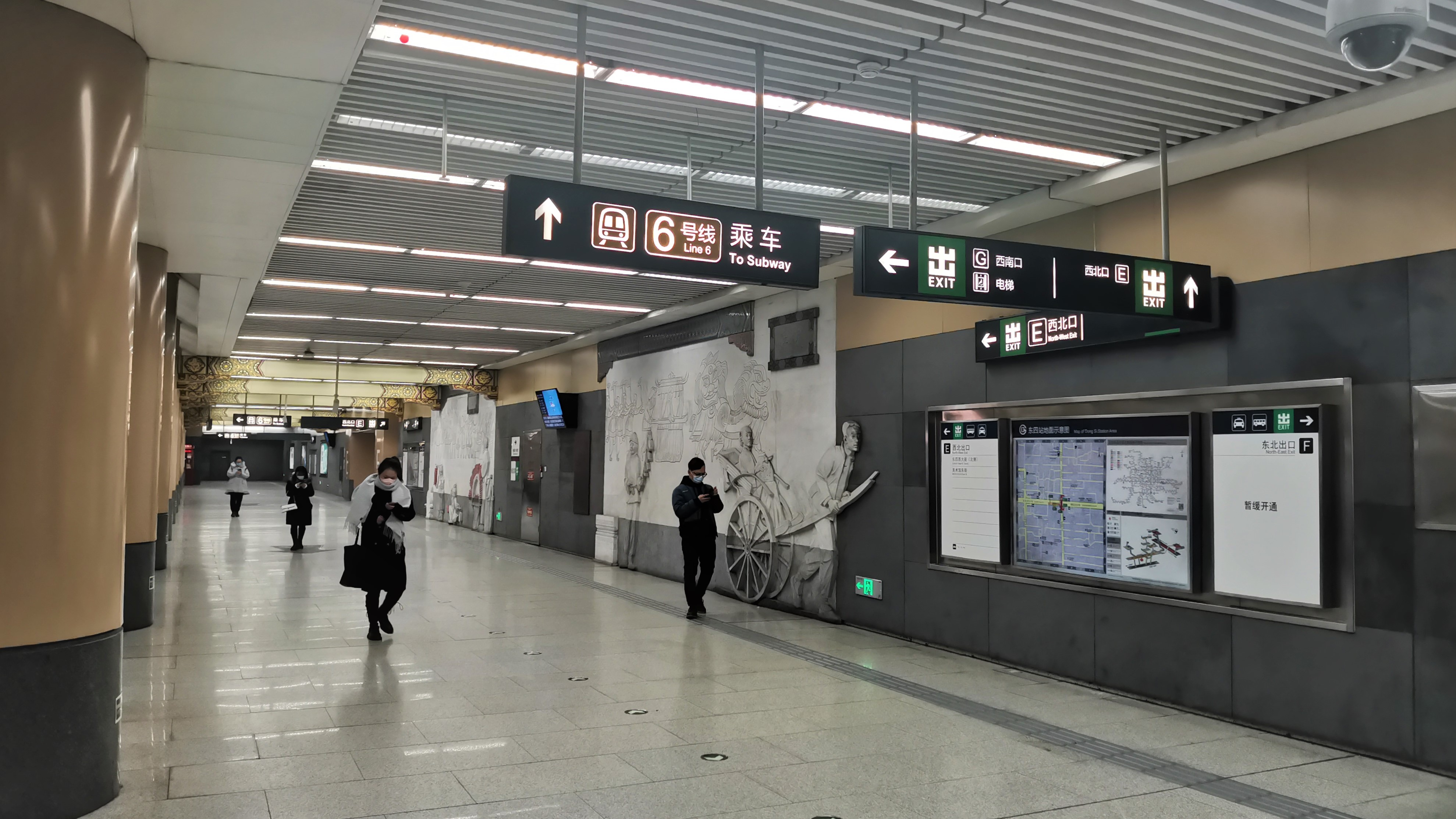
6号线主题浮雕壁画《东四记忆》（左半部分）

## 四线换乘
6号线站厅东端与5号线车站相连，西端预留前往3号线中国美术馆站的通道。在这一规划中，3号线车站西端与8号线中国美术馆站相连，形成4线换乘。但是，这只是方便5号线与6号线，6号线与3号线，以及3号线与8号线之间的换乘，其他方向换乘较远，尤以5号线和8号线换乘过远，不如借助6号线转车再换乘效率更高。后来由于考虑到皇城文物保护等其他原因，3号线张自忠路以西的线路改经平安大街后，这样的四线换乘方案无法再次实现。